# Formica limata
Formica limata é uma espécie de formiga do gênero Formica, pertencente à subfamília Formicinae.